# Macの機種一覧
Macの機種一覧（マックのきしゅいちらん）では、1980年代から現在に至るまでのMacを略述する。

## 680x0時代のMacintosh

### 一体型筐体 (Original、Plus、SE、Classic、LC)
CPUとディスプレイが一体となっているMacintosh。
Macintosh 128K
初代。その大きさはオフィスにおける電話のサイズから作られた。OSの性能にくらべ、RAM領域が128Kと狭く、実用性に乏しいものであった。68000CPU (8MHz) を採用し、400KB(片面の1DD)フロッピーディスクドライブ (FDD) 内蔵。筐体デザインはよくフロッグデザインと誤解されるが、ジェリー・マノックとテリー・オヤマによるものである。
Macintosh 512K
初代128Kのメモリを512Kに増強したもので、通称Fat Macと呼ばれる。
DynaMac
日本のキヤノン販売（現 キヤノンマーケティングジャパン）により、Macintosh 512Kに漢字ROMを搭載し日本語（JIS第一水準）を扱えるようにした機種。
Macintosh Plus
30ピンのSIMMメモリースロットを採用し1MB（最大4MB）となる。SCSIを標準で搭載。このためスペースの関係上、シリアルポートのコネクタ形状がD-sub 9ピンから丸型DIN 8ピンに変更された（この機種ではまだADBが用いられていない）。EGWORDにより日本語が使えるようになった初めてのMac。
Macintosh SE (1987年-1990年)
フロッグデザインによりスノーホワイトデザイン言語でリファインされた一体型筐体。CPUは68000で、この機種からADBが用いられている。排気ファンを内蔵している。ダイレクトスロットを持ち、拡張性を持つ。内部増設用SCSIコネクタを持ち、FDDを2基、もしくはHDDとFDDをそれぞれ1基搭載可能（サードパーティーより、2基のFDDと共存できるHDD取り付けキットもあった）。後期型は内蔵FDDが2HD対応のSuperDriveになった（本体前面のSEの下にSuperDriveまたはFDHDの表記がある〔表記は時期により異なる〕）。FDDが800KBの機種は、この機種の前期型および後述のIIまで。起動HDDが指定できるようになった（PlusはFDDポート接続のHDD→SCSI ID6→0のHDDの順）。　マザーボード上のメモリースロットは Macintosh Plusと同じ30ピンSIMMで最大4MBであるが、ダイレクトスロットにサードパーティー製CPUボード68030 (-33MHz) を差し、メモリ容量16MB、演算コプロセッサ68882搭載も可能であった。
Macintosh SE/30 (1989年-1991年)
SEのCPUを68030 (16MHz) にした他、030プロセッサダイレクトスロット (030PDS) などを持つ。ダイレクトスロット用にさまざまなオプションが発売された。漢字Talk 7.1でMODE32もしくは32-Bit System Enablerを利用すれば、メモリは最大128MBまで利用できる。FDDはSuperDrive。カラー表示ができないことをのぞけばコンパクトマックの中でも飛び抜けたハイスペック機で高価であったが末期の値下げで一世を風靡し、一部はPowerPC登場後もしばらく現役機として使用され続けた名機であった。
Macintosh Classic
ジェリー・マノックとテリー・オヤマによる初代デザインを元に、スッキリした外見に変更された。米国では90年の発売当時最も安価な構成で4400ドルだったのに対し、999ドル（FDDのみ）からという戦略的な価格で発売されヒットした。国内では198,000円（FDDのみ）または298,000円（40MB HDD搭載）。ただしCPUは68000であり、当時としても非力であった。68000(8MHz) を搭載した最後のコンパクトMacで、Macintoshとしては非常に珍しく機種発売以前のゲームにも動くものがあった。起動時にCommand・Option・X・O（オー）キーを押していると、内蔵ROM (System 6.0.x) から起動できる。
Macintosh Classic II
SE/30の製造終了後に登場。SEシリーズより廉価であり拡張性は劣る。Classicの16ビットCPUから32ビットの68030 (16MHz) へ変更されたが、データバスは16ビットのままであった。ROMは出荷時からSystem7を見据えた32bitであったものの最大RAM容量は10MBに留まる。浮動小数点演算コプロセッサMC68881搭載専用のスロットを内部に持つ。
Macintosh Color Classic
一体型初のカラーディスプレイ化を行ったものでSONYのトリニトロン管を採用している。従来のフロッグデザインとは異なった丸みを帯びた、AppleのデザイナーDaniele DeIuliisによるエスプレッソデザイン言語を用いたスタイルで、後のMacintoshでも1997年頃まで継承されている。CPUは68030 (16MHz)。データバスは16ビットで最大RAM容量は10MB。PostPetに登場するひみつメカのモデルになったことでも有名。後に後述のColor Classic IIと同様に、中古相場が暴騰した時期がある。
Macintosh Color Classic II
カラー化に伴って貧弱だったColorClassicのCPUを強化（16MHz→33MHz、データバスの32ビット化）し、メモリを72ピンSIMMに変更したモデル。別名でPerforma 275が存在するが、付属品やサポートを充実させたものである。「最後のコンパクトMac」という事で熱烈な愛好家がおり、PPC化やCDドライブ搭載など各種改良され専門販売店によって販売された経緯があり、中古相場が高騰した時期がある。これは「コンパクトMacの後継」とされるiMacが発売されるまで続いた。
Macintosh LC520
LCシリーズのディスプレイ一体型機。同様の機体としては他にLC550、LC575があり、520と550は68030を、575は68LC040を搭載していた。ColorClassic同様のトリニトロン管を持つが、サイズが14インチに変更されている。
Performa 520
派生でPerforma 520、Performa 550、Performa 575等が存在するが、それらはLC520、LC550、LC575と同様である。
Performa 588
Performa 588（スペシャルセット）はLC575・630の設計を引き継ぎつつ低価格を追求したもので、モニターがトリニトロン管ではなくシャドーマスクに変更され、ColorStyleWriter2200とセット販売されたこともある。68k CPUを搭載した最後の一体型Mac。

### Macintosh Portable
フロッグデザインとの共同デザインによるMacintosh初のポータブルマシン。アクティブマトリクスTFTモノクロ液晶（初期はバックライト無し、後期はバックライト搭載モデルが用意された）、左右交換可能なトラックボールまたはテンキー、10時間以上動作可能な鉛バッテリ（鉛蓄電池）を搭載。デスクトップモデルと比較しても遜色のない機能を誇った。妥協を許さない設計がなされていたが、大型で非常に重く (7.2 kg) 高価となってしまった。68000（Portableは日立製HD68HC000/16 MHz）搭載機種で使える内蔵RAMは基本的に4MBまで〔その設計 （メモリマップ）は128Kまで遡る〕であるが、この機種では9MBまで利用できた（なお、68000の項目を参照すれば分かるとおり、この容量制限は68000プロセッサに起因するものではなく、ROMやハードウェアのI/Oポートなどのアドレス配置によるものである。68000自体は224＝16MBのメモリアドレスを扱うことができる）。また、メモリなどのオプション品が初期モデルとバックライト搭載モデルで異なる。ちなみに、本体の取っ手は華奢な見た目のとおり、持ち運ぶためのものではない。

### ノートブック型筐体

#### PowerBook
- Macintosh PowerBook 100

Macintosh Portableをベースに小型軽量化を図ったモデル、唯一のソニー製。
- Macintosh PowerBook 140, 170, 160, 180, 165c, 180c, 145B, 150
- Macintosh PowerBook 520, 520c, 540, 540c 550c
- Macintosh PowerBook 190、190cs

#### PowerBook Duo
- Macintosh PowerBook Duo 210, 230, 250, 270c, 280, 280c
Micro DockやMini Dockを含めたDuo Dockに外部I/O大半をオプションとし、薄型・小型軽量化を図ったモデル。

### 大型筐体 (Macintosh II、Quadra)
NuBusスロットが6つあるMacのこと。Macには拡張性がないとされていたことに対して、Appleの回答の一つである。登場した当時はワークステーションと比較されることが多かった。
Macintosh II
Macintosh 初の完全32ビット機かつカラー対応の機種。16MHzの68020 MPUと68881 FPUを搭載し、オプションの68851 PMMU (Paged Memory Management Unit) を追加することで仮想記憶にも対応できた。FDDは800KB（後に2HD対応のアップグレードが出た）。FDDが800KBの機種は、この機種および前述のSEの前期型まで。30ピンSIMMスロット8本でRAMは最大8MB（68851 PMMUを搭載させた上で漢字Talk 7.1でMODE32もしくは32-Bit System Enablerを利用すれば、128MBまで利用できる）。IIおよびIIx、IIfxはビデオ回路を内蔵しておらず、ビデオカードに1スロット消費する。
Macintosh IIx
Macintosh IIのプロセッサを68030に、FPUを68882に強化したモデル。FDDがSuperDrive (2HD) になった。
Macintosh IIfx
68030 40MHz搭載機種で、当時の最速マシン。RAM SIMMが特殊で高価なもので（この頃の他機種は30ピンが標準であったがこの機種に関しては64ピン、LaserWriter II NTX-Jと同じ形状）、NuBusも特殊であり互換性に難が生じ、増設ボードによっては利用出来ない問題があった。Macintosh IIとIIxユーザ向けのロジックボードアップグレードも実施された。画面表示を256色モードにして、日付を1990年3月19日に設定して起動時にCommand・Option・F・Xキーを押していると、後述のIIci同様、開発スタッフの写真が表示される（グレイ256階調でも可能かは不明）。
Macintosh Quadra 900
25MHzの68040を搭載したモデルで、このタイプから縦置き用のデザインになる。IIシリーズ以降、初めて追加ドライブを搭載することが可能になり、鍵によるセキュリティーもなされるようになった。30ピンSIMMスロット16本でRAMは最大256MB。
Macintosh Quadra 950
Quadra 900のクロックを33MHzにアップした機種。Quadra 900の発売からわずか3カ月後に販売開始され、900のユーザ向けのアップグレードも実施された。オプションでCD-ROMドライブ搭載も可能だった。

### 中・小型筐体 (Macintosh II、Quadra、Centris)
NuBusスロットが三つあるMac。Quadra 800/840AVを除き、ほぼ同様の電源ユニット（寸法は同一、出力容量はIIvi/IIvx以降は増量）を備えているのが特徴。
Macintosh IIcx
スロットの数以外はほとんどIIxと同じ。IIci、Quadra 700へのハードウェア・アップグレードキットも準備された。スノーホワイトデザイン言語を用いているがフロッグデザインよるものではなくApple社内のGavin Ivesterらによる筐体デザイン。ビデオ回路を内蔵しておらず、ビデオカードに1スロット消費する。
Macintosh IIci
IIcxのビデオ回路内蔵モデル。標準のシステム構成の場合、グラフィックメモリ (VRAM) はメインメモリと共有するアーキテクチャとなっている（この機能を使うと、使わずにビデオカードを増設する場合よりもメモリアクセスが遅くなる）。Quadra 700へのハードウェア・アップグレードキットも準備された。画面表示を256色モードにして、日付を1989年9月20日に設定して起動時にCommand・Option・C・Iキーを押していると、前述のIIfx同様、開発スタッフの写真が表示される(グレイ256階調でも可能かは不明)。一部のロットにおいて、筐体内部の底面に開発スタッフのサインがあり、ロジックボードを取り外すと見ることができる。
Macintosh Quadra 700
IIciを縦型に改めたデザイン（実際にはどのモデルも縦置き・横置き共に可能）。MPUに25MHzの68040を搭載し、VRAMを独立させメインRAMとは別のバスで操作することでシステムバランスの低下も防いでいた。
Macintosh IIvi
68030搭載モデル。性能が過去の機種IIcxにも劣るために不評であり、初めて金属を露出した横置き専用筐体となった。以降、Power Macintosh 7100まで同デザインが使われる。初のCD-ROM内蔵モデル。
Macintosh IIvx
IIviと並んでMacintoshでは初のCD-ROM内蔵モデルであったが、非搭載モデルもあった。
Macintosh Centris 650
68040/25MHz搭載でIIvi/IIvxと同様の筐体。
Macintosh Quadra 650
68040/33MHz搭載でIIvi/IIvxと同様の筐体だが、FDDの変更により、挿入口の中央部が窪んだものへ変更になった。
Macintosh Quadra 800
68040/33MHz搭載で、Quadra 700以降のミニタワー型筐体となる。以降Power Macintosh 8500まで同デザインが使われる。CD-ROMドライブ搭載モデルもあり、Quadra 900以下のサイズでありながら追加でドライブを搭載できるのが特徴であった。
Macintosh Quadra 840AV
Quadra 800と同デザインで、40MHzの68040が搭載されたもの。Centris 660AV同様、初のDSP搭載Macである。

### ピザボックスタイプ (LC／LC II／LC III／LC 475、Quadra 605、Centris 610／660av)
エントリーモデルのデスクトップパソコン。特徴的な薄型の筐体を持つ。この種の筐体の草分けはサン・マイクロシステムズのワークステーションで、宅配ピザのパッケージのように薄いことからこう呼ばれた。横幅が純正の12インチディスプレイと合うサイズで、12インチディスプレイと組み合わせると一体型のような趣になった。各モデルともLCシリーズ専用のPDSスロットを1基搭載し、一定の拡張性を持っていた。LCシリーズの電源ユニットには物理的なシーソースイッチが採用され、ソフトウェア制御が出来ない。このシリーズも、Appleの他のシリーズ同様に上位モデルへのアップグレードサービスが行なわれた。

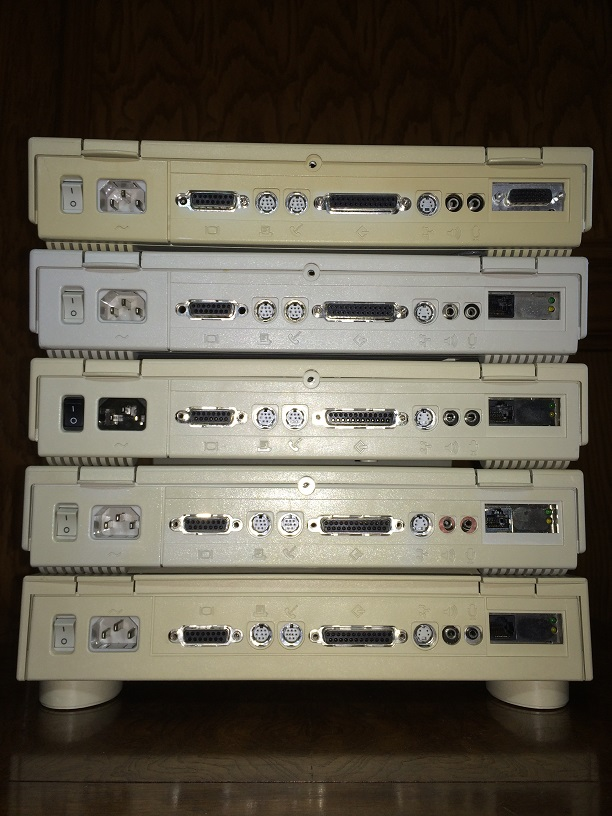
LCシリーズ (LC, II, III, 475, Quadra 605) 背面、電源スイッチは左端にある

Macintosh LC
16MHzの68020を搭載し、カラー表示と場所を取らない薄型・コンパクトなデザインが好評だった。コストダウンのためかシステムバスが16ビット幅だったため、68020の性能を生かすことができなかった。内蔵RAMは2MBで最大RAM容量は10MB。HDD 1台とFDD 1台もしくは、FDDを2台搭載することが出来る。専用バスに挿入するApple II互換カードが販売された。
Macintosh LC II
LCのプロセッサを68030に強化したモデル。内蔵RAMが増えた(4MB)にもかかわらずLCと同じメモリコントローラの仕様が原因で、最大RAM容量はLCと同じ10MBのままだった。68030になり仮想記憶が使えるようになったが、バスが16ビット幅のままで、処理性能はほぼ同じだった。
Macintosh LC III
このモデルから一枚単位で拡張できる72ピンSIMMに変更された。RAM容量は最大36MB。バスがようやく32ビット幅になり、25MHzに強化された68030とともに、LC IIで問題となっていた性能上の弱点が解消された。LC PDSの仕様が変わり、ピン数が増えた〔元のコネクタと連なった別コネクタ追加での拡張であり（バス幅の拡幅が目的ではない）、LC/LC IIに依存したカードでなければ、そのまま使えるものもある〕。
Macintosh LC 475
25MHzの68LC040(68040から内蔵FPUを省略したもの。68882などを追加できないため、FPUが必要な場合は68040に交換する)を搭載したモデル。LCシリーズの筐体で、前面部分がリファインされたデザイン。CPUを載せ換えるPowerPC (601) プロセッサアップグレードカードに対応。
Macintosh Quadra 605
日本未発売機種で、後述のCentris 610よりも若干幅が小さいピザボックス筐体を採用している。LC475とほぼ同様のハードウェア構成である。LC475同様、PowerPCプロセッサアップグレードカードに対応。
Macintosh Centris 610
MC68LC040/20MHz搭載で、16インチ純正ディスプレイと横幅が合う大型ピザボックス型筐体を採用しており、NuBusとPDSのどちらかのスロットを使うことができた。このデザインは以降のPower Macintosh 6100まで採用される。
Macintosh Centris 660AV
Centirs 610と同デザインの大型ピザボックス型筐体で、25MHzの68040を搭載している。Quadra 840AV同様、初のDSP搭載Macである。

### その他 (Macintosh IIsiや LC630、DuoDock)
Macintosh IIsi
20MHzの68030を搭載。システムクロック、バスクロックともに20MHz。メモリは30ピンのSIMMを4枚まで搭載可能で、内蔵RAMは1MB、最大RAM容量は65MB。搭載OSは漢字Talk 6.0.7で、NuBus（またはPDS）カードスロットが一つ（本体のスロットからどちらかに変換して使用する）。IIci同様、標準のシステム構成の場合、グラフィックメモリはメインメモリと共有するアーキテクチャとなっている。IIcxよりも手軽なIIシリーズとして販売されたが、ピザボックススタイルのLCシリーズとも似つかない、中途半端なサイズと性能であったために人気は出なかった。後にOSが漢字Talk7に移行した際は、これを駆動するのに最低限の性能を備えていると評されたが、既に製造販売が終了しており、惜しむ声があった。
Macintosh LC630
33MHzの68LC040または68040（本国仕様のみ、名称はQuadra 630）を搭載したモデルで、普及型のLCシリーズにおいて初めてCD-ROMドライブを内蔵したモデルである。また、Macintoshとして初めて内部ハードディスクとの接続インターフェイスにIDEが採用された。（CD-ROMドライブとの接続インターフェイスは従来同様のSCSI接続）内部の構成は非常にシンプルなもので、ロジックボードを裏蓋より簡単に引き出すことができ、専用のTVチューナーやビデオ入力機器を搭載することも可能だった。このデザインは後のPerforma 6210、6310まで採用されることになる。ロジックボードの構成が後のPerforma 5210、5220（500MB・800MB）、5260、5270、5280、5320系や6210、6260、6310、6410、6420系と同様のため互換性が高く、電源部の電圧変更で6300/6400系のロジックボードも搭載が可能である。以上のことから同一筐体を用いた派生機は非常に多い。
Macintosh Performa630
LC630にApple TV/ビデオシステム（TVチューナー）とApple MultiScan 15 Display、Apple キーボード II JIS、Apple Desktop Bus マウス Ⅱ23本のソフトウェアなどをセットにしたもの。
Macintosh DuoDock
前述のPowerBookDuoシリーズと組み合わせて使うことが前提で、D-sub15ピンでディスプレイに接続して外部出力をし、ADBポートでマウスとキーボードを接続することによってデスクトップMacintosh並みの威力を発揮するものである。このDuoDockには数種類あり、モノクロ液晶Duoしか挿入できない初代DuoDock、カラー液晶Duoも挿入できるDuoDock II、PowerPC化がなされたPowerBookDuo2300c/100（後述）も挿入できるDuoDock Plusが存在する。SCSIポートを持っているのでSCSIポートにCD-ROMドライブを接続したり、シリアルポート経由でプリントアウトやLocalTalkに接続することができ（10Base-TのイーサネットポートはDuoDock II以降の採用）、コ・プロセッサ (FPU) スロットも備えているのでFPUを追加でき、VRAMも追加できた。VRAM追加では飽き足らないユーザーは、（NuBusスロットも備えているので）ビデオカードを刺してフルカラー表示をさせていた。

## PowerPC搭載以後のMacintosh
ハイエンド、もしくはミドルレンジのPowerPC 601/603/604系CPUを搭載したMac
初代 Power Macintosh(NuBus Power Macintosh)
- Power Macintosh 6100
- Power Macintosh 7100
- Power Macintosh 8100

第2世代(PCI Power Macintosh)
- Power Macintosh 8500
- Power Macintosh 9500
- Power Macintosh 7500
- Power Macintosh 7200
- Power Macintosh 7600
- Power Macintosh 8600
- Power Macintosh 9600
- Power Macintosh 7300

### デスクトップ筐体 (Power Macintosh 6100, Power Macintosh 5500/225, Performa 6210, 6260, 6310, 6410, 6420)
PowerPC 603/603e/603ev搭載のMacintoshで、LC (Performa) 520, 550, 575, 588, 630無き後の低価格Macのこと。68kロジックから派生したMacで、Power Macintoshとは名ばかりのモデルすら存在する。PerformaがなくなってからはPower Macintosh 5500/225が登場し、Performaの欠点を補ったMacとなっている。基本的にはPowerPC 603系CPUを採用していることから、604/604e/604ev搭載のPower Macとは差別化が図られている。
Macintosh Performa 6210, 6260, 6310
PowerPC搭載後初の低価格型Mac。PowerPC 603/603eを搭載し、LC-PDSとCSスロット、従来の流れを汲む72ピンSIMMメモリーを採用しているCordycepsロジックで、安価なLC630 (Performa 630) をベースに開発されている。ロジックだけでなく、搭載するドライブ構成は基本的にLC630と同等で、ハードディスクはIDE、CD-ROMドライブはSCSIとされている。LC630同様にテレビチューナーを搭載できる。Performa 6210、6260、6310が存在し、6210は603の75MHz、6260と6310は603eの100MHzを搭載しており、どの6210/6310もディスプレイとセットで売られていた
Performa 6410, 6420
Performaシリーズでは初のミニタワー型筐体で、PowerPC 603eを搭載している。筐体上部には隠された専用5インチベイが存在し、本国ではこのベイ専用のマウントが存在した。ロジックはPower Macintosh 8500等と同様の5V作動168ピンDIMMを採用し、CS-II（CSとは一部のモデムカードのみ互換性があるが、基本的に別物）やPower Macシリーズと同様のPCIバススロットを持つAlchemyロジックを搭載しているが、この6410、6420も筐体構造の問題からハーフサイズ6インチ長のカードに限られた。PCIスロットは二つ（Alchemyと後述するGazelleのPCIスロットは仕様上は最大二つで、筐体とライザーカードにより変わる）。名称はクロックによって分けられており、6410は180MHz、6420は200MHzとされていた。6420ではトリニトロン管の17インチディスプレイが付属していたが、グラフィック性能の悪さからフルカラー出力ができないお粗末なものであった（6410は15インチか17インチを選択できた）。

Power Macintosh 4400/200
Mac OS 8セールス用の廉価機で、Performa無き後のラインナップを埋めるため、苦肉の策でできたのがこの「Power Macintosh 5500/225」であり、このシリーズは後述の一体型Macである5500/225の二つしか存在しない。ただATi製グラフィックアクセラレータ搭載により、Performaよりもグラフィック性能が大幅に向上しているのが特徴で、拡張性以外は7600/200と同等以上としたMacである。本国では7220の名でも販売されたが、7300と比べるとさらに質素で、低コスト化を図るために、当時のMacintoshラインナップでは唯一の金属製筐体であった。PC/AT互換機を思わせるデザインはMacユーザーの心を動かすことはなかったようで、多少高くても7300や7600を買うユーザーの方が多かった事実は否めない。デスクトップ型Macにしては珍しくフロッピードライブが左側についており、違和感を持つユーザーも少なくなかった。日本では、タブレットや画像処理ソフトが付属していたグラフィックモデルも存在していた。ロジックや電源はIBM互換機のATX規格に近いもので、その4400のロジックは「Tanzania」と呼ばれるMac OS互換機用として供給されていたもので、CPUにはPowerPC 603eの200MHzを搭載し、PCIスロットは二つ、専用の168ピンDIMM(3.3V EDOで他機種用とは互換性がない)メモリースロットは三つである。

### 一体型筐体 (Power Macintosh 5500/Performa 5410、5420、5430、5440/Twentieth Anniversary Macintosh)

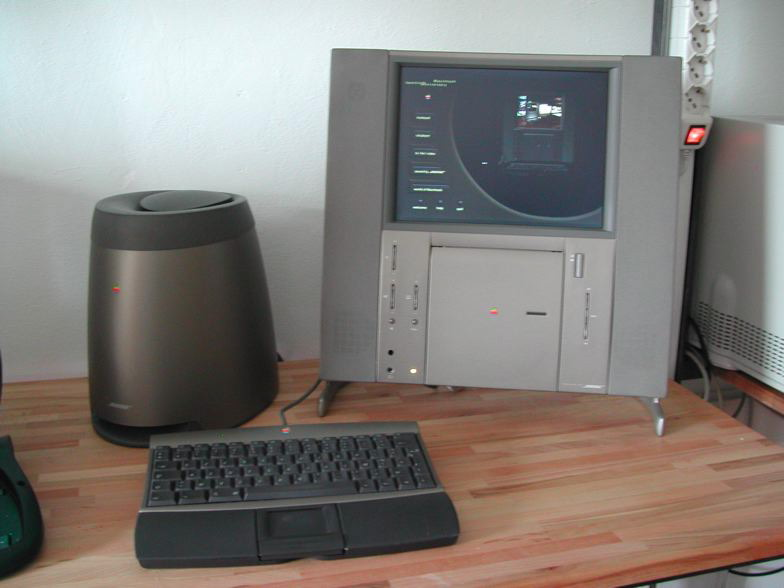
Twentieth Anniversary Macintosh

PowerPC 603/603e/603ev搭載のMacintoshで、LC (Performa) 520/550/630無き後の一体型Macのこと。基本的には前述のデスクトップ筐体6210、6260、6310、6410、6420を一体型にしたものとも言える。
Macintosh Performa 5210、5220、5260、5270、5280、5320
PowerPC搭載後初の一体型。Performa 6210/6310と同様PowerPC 603/603eを搭載するCordycepsロジック。ロジックだけでなく、搭載するドライブ構成は基本的に6210/6310と同等で、ハードディスクはIDE、CD-ROMドライブはSCSIとされていることから6210/6310の一体型とも言える。LC630同様にテレビチューナを搭載できる。Performa 5210、5220、5260、5270、5280、5320が存在し、シャドーマスクCRTのサイズや603eのクロック、2次キャッシュの有無等が違う。
Macintosh Performa 5410、5420、5430、5440
PowerPC 603e搭載の一体型Mac。5210、5220、5260、5270、5280、5320と共通デザインで、ロジックは前述のPerforma 6410、6420と同様のAlchemyロジックを搭載しているが、この5410、5420、5430、5440も筐体構造の理由から、PCIバスに刺せるカードはハーフサイズ6インチ長のカードに限られた。前述のPerforma 6410、6420と共通の部品構成で、ハードディスクはIDE、CD-ROMドライブはSCSIとされていることから6410、6420の一体型とも言える。Performa 5410、5420、5430、5440が存在し、5420と5440は黒く塗られていたことから「黒Mac」と呼ばれている。PCIスロットは一つ。
Power Macintosh 5500/225
Performa5410系と同じ筐体だが新設計のロジックボードGazelleとなり（前述の4400/200のベースになっている）、PowerPC 603ev/225MHzを搭載していることによって本流のPower Mac 7300/7600並みの性能に近付けたものだと言える。4400同様、ATi製グラフィックアクセラレータ搭載によりPerformaシリーズの弱点であったグラフィック性能が大幅に見直された（反面、白黒モードや16色モード等がなくなり、古いソフトの中には動作しないものも出てきた）のも特徴。Mac OS 8の準備用として開発されていたが、発売はMac OS 8より先である。PCIスロットは一つ。
Twentieth Anniversary Macintosh (20th Anniversary Macintosh)
Appleの創業20周年を記念するMacintoshとして登場した。開発コードネームは「Spartacus（スパルタカス）」で、長い名称であることからそのままスパルタカスと呼ばれることも多い。CPUはPowerPC 603eをさらに省電力化させた603evの250MHzを搭載した。一見すると液晶モニタに見えるような薄型の筐体は、本体機能が組み込まれているとは思えない独創的なデザインを有している。前面にCD-ROMドライブを搭載していることから察せるように、随分なコンパクト化が計られている。キータッチが良いとされるPowerBook3400のキーボードとトラックパッドを組み込み、革張りのパームレストを備える独特なキーボードユニットを備えている。予約購入者にはPerforma 5420等で用いられた黒色マウスが付属した。電源ユニットを兼ねたBOSE製のオーディオシステムを採用していることも特徴であるが、完全予約制による手厚いサポートとオーナーシップ込みの分、高額な価格設定であった。1997年3月の発売当初は7,499ドルで販売されたが、1年以上後には通常サポートのみとなり、1,999ドルでApple自身から在庫処分される結果となってしまった。同じ頃、日本国内でも求めやすい価格で発売されることになった。後に二次キャッシュスロットに挿すタイプのPowerPC G3カードがSonnet社より発売されている(もともと搭載されていた二次キャッシュは外す)が、Mac OS 9.1までしかサポートされていない。発売当時のCEOギル・アメリオは非常に気に入っており、創業者である二人のスティーブ(ジョブズとウォズニアック)にもシリアルNo1とNo2がそれぞれプレゼントされた。

### ノートブック型筐体
PowerBook
- Macintosh PowerBook 5300, 5300c, 5300ce, 5300cs
- Macintosh PowerBook 1400c, 1400cs
- Macintosh PowerBook 2400c
- Macintosh PowerBook 3400c, 3400cs
- Macintosh PowerBook Duo 2300c/100

## PowerPC G3以降のMacintosh

### 一体型筐体（iMac, eMac,等）
iMac
PowerPC G3/G4/G5を搭載した、ディスプレイ一体型の一般向けMac。トランスルーセントデザインや半球状の本体からモニターアームが伸びたモデル、単一の液晶モニターのように見える薄型モデルといった斬新なデザインを採用し、モデルチェンジの度に話題を集める。
- iMac
- iMac DV
- iMac G4
- iMac G5

eMac
一体型Macintoshの中でも最後のブラウン管モデルで、コスト低減のため17インチCRTディスプレイを持つ。当初は米国の教育機関限定で発売された最廉価モデル。
Power Macintosh G3 All in one
Gossamerシリーズと同世代の一体型Macintoshで、主に教育ユース向けとして販売された。初代iMacや、最後のブラウン管一体型モデルであったeMacは、このG3 All in oneから派生したとも言える。日本での正式な発売はなかったが、やはり「Macintosh＝一体型」というイメージの強さから根強い要望があり、五州貿易等から並行輸入されていた。

### 小型デスクトップ筐体
Mac mini
それまでApple史上最小のMacだったPower Mac G4 Cubeよりも大幅に小型軽量になった、PowerPC G4を搭載した超小型のデスクトップMac。

### デスクトップ筐体
Power Macintosh G3
Power Express
Power Macintosh G3 (Blue & White) の登場により、完成を間近にして開発が中止された幻のハイエンドマシン。9600系の筐体を使い、12のメモリースロット、6のPCIスロットなど高い拡張性を備えていたとされている。
Power Mac G4
Power Macintosh G3 (Blue & White) よりデザインが継承された、四隅にハンドルを備えたポリカーボネート製筐体のモデル。このモデルからハイエンドデスクトップでも「Mac」の名称を使うようになった。
Power Mac G5
四隅のハンドルと内部へのアクセスのしやすさはそのままに、アルミニウム製筐体を採用したモデル。独立して動作する複数のファンを内蔵し、前面のメッシュ状パネルから吸気する。

### ノートブック型筐体
iBook
「持ち運べるiMac」をコンセプトに開発された、一般向け/ローエンドノートブック。「クラムシェル」と呼ばれる貝殻に似せたボディデザインが特徴。Dual USBモデルから、シンプルな白いデザインに変更された。
- iBook G3 （クラムシェル）
- iBook G3 (Dual USB)
- iBook G4

PowerBook G3
PowerBook G4
チタニウムもしくはアルミニウム製の筐体を採用する。アルミニウム版は12,15,17インチのモデルが発売された。

## インテルCPU搭載のMacintosh
Open FirmwareからUEFIベースへとファームウェアも変更された。更にコントローラにApple T1, T2を使う2016年以降の機種では、BridgeOSという組込み専用OSをベースにブートしている。

### 一体型筐体
iMac (インテルベース)
iMac G5よりデザインを継承した、Core Duo、Core 2 Duoを搭載したディスプレイ一体型の一般向け低価格Mac。2007年中期モデルからアルミニウムとガラスを採用し、より薄型化された。

### 小型デスクトップ筐体
Mac mini
PowerPC版と同様の筐体にCore Solo、Core Duo、Core 2 Duoを搭載した超小型のデスクトップMac。2009年より、光学ドライブを廃し、HDDを2基搭載したMac OS X Serverモデルも発売される。2020年にはAppleシリコン搭載機が登場した。

### デスクトップ筐体
Mac Pro
Intel Xeonを搭載したハイエンドワークステーション。

### ノートブック型筐体
MacBook
iBookの後継機種となる一般ユーザー向けノートブックパソコン。Core Duo、Core 2 Duoを搭載する。2009年後期型から、ポリカーボネート製ユニボディ筐体に変更。2011年7月に一旦モデル廃止となるが、2015年4月にRetinaディスプレイを搭載したモバイルノートブックとして新たに発売された。
MacBook Pro
PowerBookの後継機種となるハイエンドノートブックパソコン。Core Duo、Core 2 Duo搭載。13,15,17インチをラインナップする。2008年後期型から、アルミニウム製ユニボディ筐体に変更。2020年には13インチモデルにAppleシリコン搭載機が登場した。
MacBook Air
Mac史上、最も薄く軽量なアルミニウム製ユニボディを搭載したモバイルノートブック。Core 2 Duo搭載。光学ドライブを搭載せず、ネットワーク経由で他のMac/PCの光学ドライブを利用できる。2020年にはAppleシリコン搭載に刷新された。

#### ラックマウントサーバ
Xserve
Mac OS X Serverを採用した1Uサーバ、Intel Xeon 5500を搭載、オプションで2基搭載も可能

## Appleシリコン搭載のMac
| サブスタブ | この項目は、まだ閲覧者の調べものの参照としては役立たない、書きかけの項目です。この項目を加筆・訂正などしてくださる協力者を求めています。このテンプレートは分野別のサブスタブテンプレートやスタブテンプレート（Wikipedia:分野別のスタブテンプレート参照）に変更することが望まれています。 |

### ノートブック筐体

#### MacBook Pro
2020年にAppleシリコンに移行した。Apple M1, M1 Pro, M1 Mac, M2, M2 Pro, M2 Max, M3, M3 Pro, M3 Maxを搭載。2021年に筐体のデザインが変わった。

#### MacBook Air
2020年にAppleシリコンに移行した。Apple M1, M2, M3を搭載。